# Fritz Kunz
Johann Fritz (Friedrich) Kunz (* 30. April 1868 in Einsiedeln; † 4. Mai 1947 in Zug, heimatberechtigt in Dornach) war ein Schweizer Maler, Kirchenmaler, Zeichner und Mosaizist.

## Leben und Werk

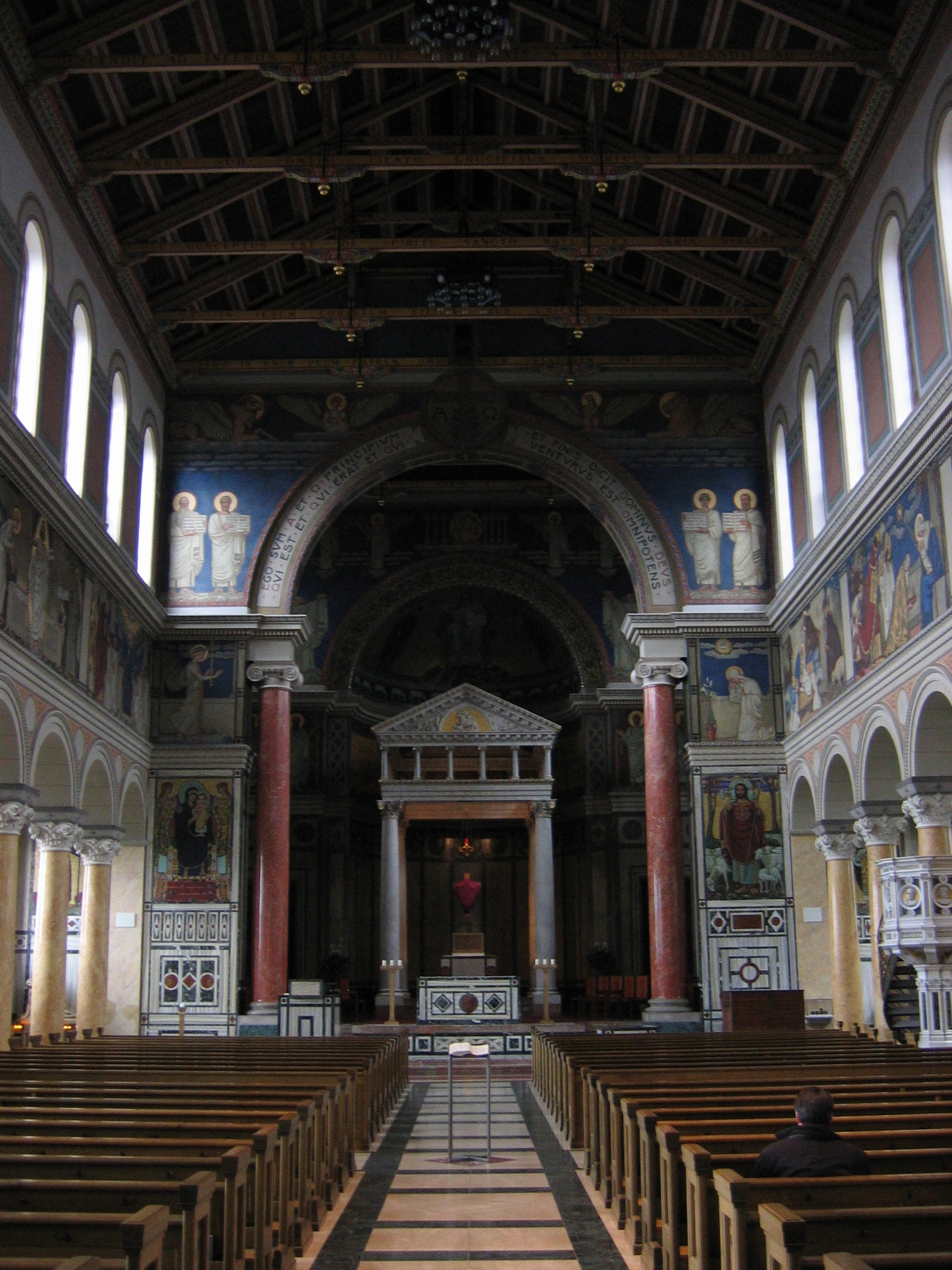
Liebfrauenkirche Zürich

Fritz Kunz war der Sohn des aus Dornach stammenden Emil Kunz. Dieser hatte als Dekorationsmaler und Altarbauer eine Werkstatt in Einsiedeln, wo Kunz von 1882 bis 1885 seine Lehre absolvierte. Danach besuchte er für ein Jahr die Kunstgewerbeschule Zürich und drei Semester die Königliche Kunstgewerbeschule München.
Zurückgekehrt, arbeitete Kunz von 1888 bis 1891 in der väterlichen Werkstatt. Als sein Vater 1890 starb, entschloss er sich, Kunstmaler zu werden. In Albert Kuhn fand er seinen Förderer. Kunz besuchte von 1891 bis 1898 die Akademie der Bildenden Künste München und wurde u. a. von Gabriel Hackl, Alexander von Liezen-Mayer und Carl von Marr unterrichtet. Während der Sommermonate arbeitete Kunz in verschiedenen Kirchen der Schweiz. Er erhielt 1895 seinen ersten bedeutenden Auftrag für ein Deckengemälde in der katholischen Kirche in Arth, das den Einfluss des in München gepflegten neubarocken Malstils zeigt.
Danach lebte und arbeitete Kunz mit Unterbrüchen von 1898 bis 1903 in Rom und nahm an zahlreichen Ausstellungen teil. Die Sommer von 1902 bis 1905 verbrachte er jeweils in dem von Ernst Stückelberg gegründeten Künstlerdorf Anticoli Corrado. Von 1900 bis 1905 entstanden zahlreiche Landschaftsbilder, die zunächst unter dem Einfluss Arnold Böcklins und des Jugendstils stehen.
Die Jahre von 1905 bis 1919 lebte Kunz in München und war Mitglied der Luitpold-Gruppe. 1908 heiratete er Emilie, geborene Epprecht. Ihr gemeinsamer Sohn war Leo Kunz (1912–1978).

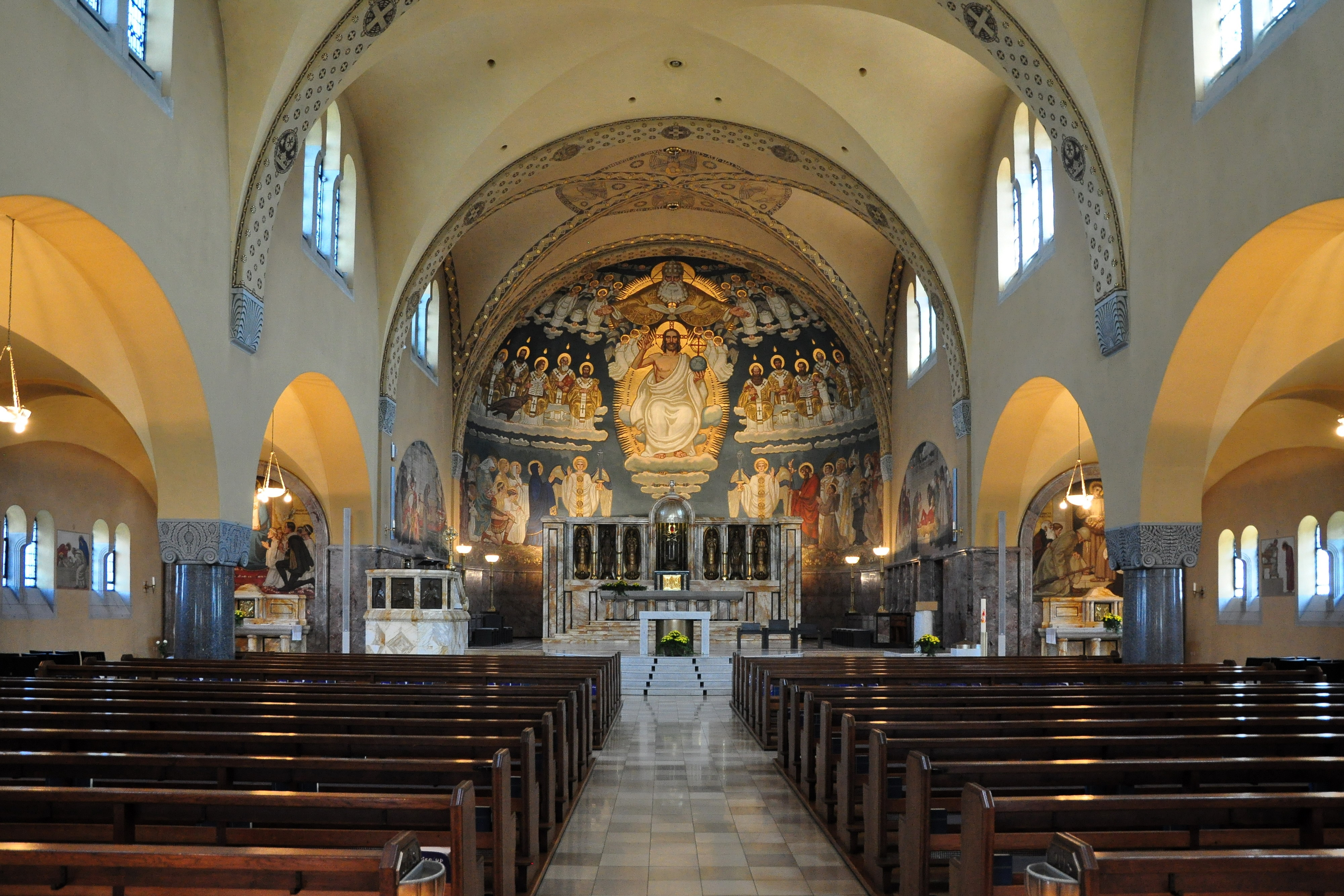
Katholische Kirche St. Antonius, Zürich

Kunz war der Erste, der der Kirchenmalerei der Schweiz wieder einen monumentalen Zug und architektonischen Aufbau gab. Er gilt als wichtigster und produktivster Kirchenmaler der katholischen Deutschschweiz zwischen Melchior Deschwanden (1811–1881) und Ferdinand Gehr (1896–1996). Die Prinzipien der byzantinischen Kunst, der Beuroner Kunstschule und Ferdinand Hodlers und Elemente des Impressionismus hatte Kunz selbständig und organisch weiterentwickelt.
So weist das 1921 entstandene 200 Quadratmeter grosse Riesengemälde in der Antonskirche in Zürich Hottingen noch Züge auf, die nach Beuron verweisen, ist aber gleichzeitig geprägt vom italienischen Stil der Frührenaissance, dessen sich Kunz hauptsächlich in den 1920er Jahren bediente. Gegen Ende seiner Künstlerlaufbahn distanzierte sich Kunz von der Erneuerung der kirchlichen Kunst.
Sein Nachlass umfasst Ölbilder, grossformatige Entwürfe in Kreide sowie kleinere Farbentwürfe für Altar-, Wand- und Deckenbilder und für Glasgemälde, dazu Studienblätter, Skizzenbücher und Werkfotografien. Diese werden im Museum Burg in Zug aufbewahrt. 1990 fand in Zug eine grosse Kunz-Ausstellung statt.